# Lotte Linck
Lotte Linck, född 10 januari 1940 i Frederiksberg, är en dansk författare.
Linck författardebuterade 1984 med diktsamlingen Vi kan rolig være bange. Hennes böcker är ofta socialrealistiska skildringar av samtidens människoöden. Till dessa verk kan bl.a. I virkeligheden (1989), Hver dags billeder (1991), Bengtas tid (2001) och Baby-face (2004) nämnas.

## Erkännanden
- Frøken Suhrs Forfatterlegat
- Laurens Bogtman Fonden (1995)
- Aage Barfoeds og Frank Lunds Legat (1996)